# بخش مرکزی شهرستان نیمروز
بخش مرکزی، یکی از بخش‌های شهرستان نیمروز در استان سیستان و بلوچستان ایران است. مرکز این بخش، شهر ادیمی است‌.

## تقسیمات کشوری
- بخش مرکزی شهرستان نیمروز
  - دهستان ادیمی
  - دهستان بزی

شهر: ادیمی

## جمعیت
بر پایه سرشماری عمومی نفوس و مسکن در سال ۱۳۹۵، جمعیت بخش مرکزی شهرستان نیمروز برابر با ۲۶٬۰۰۱ نفر بوده‌است.